# Сороколетово (Сумская область)
Сороколетово (укр. Сороколітове) — село,
Зеленковский сельский совет,
Недригайловский район,
Сумская область,
Украина.
Код КОАТУУ — 5923581707. Население по переписи 2001 года составляло 43 человека.

## Географическое положение
Село Сороколетово находится на правом берегу реки Сула,
выше по течению на расстоянии в 4,5 км расположено село Верхосулка (Белопольский район),
ниже по течению на расстоянии в 1 км расположено село Зеленковка,
на противоположном берегу — село Камышанка.